# Girolamo Napoleone Bonaparte
Girolamo Napoleone Bonaparte (Londra, 5 luglio 1805 – Baltimora, 17 giugno 1870) è stato un mercante statunitense.

## Biografia
Fu l'unico figlio di Girolamo Bonaparte, fratello minore di Napoleone Bonaparte, e della sua prima moglie Elisabetta Patterson.
Nonostante fosse nato in Europa, visse tutta la sua vita negli Stati Uniti d'America con la madre, il cui matrimonio fu annullato dalle autorità francesi per ordine di Napoleone Bonaparte. Questo annullamento gli tolse ogni diritto a portare in Francia il nome di Bonaparte ma tale norma fu annullata da Napoleone III.
Girolamo Napoleone Bonaparte è sepolto nel Loudon Park Cemetery di Baltimora.

## Discendenza
Egli sposò Susan May Wiliams (1812 – 1881), figlia di un ricco mercante di Baltimora che divenne il fondatore di una delle prime compagnie ferroviarie americane. Da Susan ebbe due figli:
- Girolamo Napoleone Bonaparte II
- Carlo Giuseppe Bonaparte.

## Ascendenza
|                               |   |                            | Genitori                   |  |  | Nonni |  |  | Bisnonni                  |  |  | Trisnonni                    |  |
|                               |   |                            |                            |  |  |       |  |  | Giuseppe Maria Buonaparte |  |  | Sebastiano Nicola Buonaparte |  |
|                               |   |                            |                            |  |  |       |  |  | Giuseppe Maria Buonaparte |  |  | Sebastiano Nicola Buonaparte |  |
|                               |   | Maria Anna Tusoli          |                            |  |  |       |  |  | Giuseppe Maria Buonaparte |  |  |                              |  |
| Carlo Maria Buonaparte        |   |                            |                            |  |  |       |  |  | Giuseppe Maria Buonaparte |  |  |                              |  |
|                               |   | Maria Saveria Paravicini   | Giuseppe Maria Paravicini  |  |  |       |  |  |                           |  |  |                              |  |
|                               |   | Maria Saveria Paravicini   | Giuseppe Maria Paravicini  |  |  |       |  |  |                           |  |  |                              |  |
|                               |   | Maria Saveria Paravicini   | Maria Angela Salineri      |  |  |       |  |  |                           |  |  |                              |  |
| Girolamo Bonaparte            |   | Maria Saveria Paravicini   |                            |  |  |       |  |  |                           |  |  |                              |  |
|                               |   | Giovanni Geronimo Ramolino | Giovanni Agostino Ramolino |  |  |       |  |  |                           |  |  |                              |  |
|                               |   | Giovanni Geronimo Ramolino | Giovanni Agostino Ramolino |  |  |       |  |  |                           |  |  |                              |  |
|                               |   | Giovanni Geronimo Ramolino | Angela Maria Peri          |  |  |       |  |  |                           |  |  |                              |  |
| Maria Letizia Ramolino        |   | Giovanni Geronimo Ramolino |                            |  |  |       |  |  |                           |  |  |                              |  |
|                               |   | Angela Maria Pietrasanta   | Giuseppe Maria Pietrasanta |  |  |       |  |  |                           |  |  |                              |  |
|                               |   | Angela Maria Pietrasanta   | Giuseppe Maria Pietrasanta |  |  |       |  |  |                           |  |  |                              |  |
|                               |   | Angela Maria Pietrasanta   | Maria Giuseppa Malerba     |  |  |       |  |  |                           |  |  |                              |  |
| Girolamo Napoleone Bonaparte  |   | Angela Maria Pietrasanta   |                            |  |  |       |  |  |                           |  |  |                              |  |
|                               | … | …                          |                            |  |  |       |  |  |                           |  |  |                              |  |
|                               | … | …                          |                            |  |  |       |  |  |                           |  |  |                              |  |
|                               | … | …                          |                            |  |  |       |  |  |                           |  |  |                              |  |
| William Patterson             | … |                            |                            |  |  |       |  |  |                           |  |  |                              |  |
|                               |   | …                          | …                          |  |  |       |  |  |                           |  |  |                              |  |
|                               |   | …                          | …                          |  |  |       |  |  |                           |  |  |                              |  |
|                               |   | …                          | …                          |  |  |       |  |  |                           |  |  |                              |  |
| Elizabeth Patterson Bonaparte |   | …                          |                            |  |  |       |  |  |                           |  |  |                              |  |
|                               |   | …                          | …                          |  |  |       |  |  |                           |  |  |                              |  |
|                               |   | …                          | …                          |  |  |       |  |  |                           |  |  |                              |  |
|                               |   | …                          | …                          |  |  |       |  |  |                           |  |  |                              |  |
| Dorca Spear                   |   | …                          |                            |  |  |       |  |  |                           |  |  |                              |  |
|                               |   | …                          | …                          |  |  |       |  |  |                           |  |  |                              |  |
|                               |   | …                          | …                          |  |  |       |  |  |                           |  |  |                              |  |
|                               |   | …                          | …                          |  |  |       |  |  |                           |  |  |                              |  |
|                               |   | …                          |                            |  |  |       |  |  |                           |  |  |                              |  |